# Ablepharus lindbergi
Espèce
Synonymes
- Ablepharus bivittatus lindbergi Wettstein, 1960

Ablepharus lindbergi est une espèce de sauriens de la famille des Scincidae.

## Répartition
Cette espèce est endémique de l'Ouest de l'Afghanistan.

## Étymologie
Cette espèce est nommée en l'honneur de Knut Lindberg.

## Publication originale
- Wettstein, 1960 : Contribution à l’étude de la faune d’Afghanistan. 3. Lacertilia aus Afghanistan. Zoologischer Anzeiger, vol. 165, p. 58-63.